# Kisshomaru Ueshiba
Kisshomaru Ueshiba (植芝 吉祥丸; Ayabe, 27. lipnja 1921. – Tokyo, 4. siječnja 1999.),  drugi po redu doshu. Sin je utemeljitelja aikida, Moriheija Ueshibe.

## Životopis

### Mladost
Kisshomaru Ueshiba je rođen 27. lipnja 1921. godine u Ayabeu, u Kyoto Prefekturi, u Japanu. Bio je treće dijete od četvero djece Moriheija i Hatsu Ueshibe. U to vrijeme je obitelj Ueshiba živjela u gradu Ayabe u sklopu vjerske zajednice Omoto-kyo, u kojoj je Morihei Ueshiba uživao veliki ugled. Godine 1927. obitelj Ueshiba preselila se u Tokio. Živjeli su u iznajmljenoj kući. Središnja soba od 18 tatamija služila je svako jutro kao prostor za vježbanje. Kisshomaru u to vrijeme nije sudjelovao redovito u vježbanju, ali je još uvijek neformalno učio osnovne tehnike kao što su ikkyo ili nikyo.
Veći dio svog djetinjstva proveo je u japanskom ratnom periodu (od invazije na Mandžuriju 1930. do kapitulacije 1945.). S obzirom na povlaštene kontakte O-Senseija s političkom i vojnim čelnicima, Kisshomaru je svjedočio japanskim ratnim naporima. To iskustvo i poteškoće u poslijeratnim životnim uvjetima imali su vrlo važan utjecaj na njegove poglede kao odrasle osobe.
U travnju 1931. godine započinje izgradnja Kobukan dojoa. To je bio dojo veličine 80 tatamija, smješten u kvartu Wakamatsu-cho u Ushigome (danas Shinjuku). Zgrada je bila dojo, ali i rezidencija obitelji Ueshiba. Kasnije je u tim prostorijama je živjelo 16 uchi-deshija. Većina učenika su bili visokog ranga u judu i kendu. Zbog intenzivnog vježbanja dojo je ubrzo stekao naslov "Pakleni dođo iz Ushigome".
Upravo je u ovom doju, oko 1936. godine, Kisshomaru je počeo vježbati aikido. Tijekom djetinjstva je proučavao kendo, kao i kashima shinto-ryu. Njegova sposobnost rukovanja katanom učinila je da ga otac u početku koristi kao ukea (asistenta), tijekom mnogih demonstracija koje je davao vojnoj i političkoj eliti tadašnjeg Japana. Većina tehnika s oružjem koje je Kisshomaru tada naučio, naučio je od O-Senseija.
Unatoč povlaštenom mjestu uz O-Senseija, Morihei Kisshomarua nije odmah smatrao svojim nasljednikom. To je trebao biti njegov zet Kiyoshi Nakakura. Bio je poznati kendoka, bez iskustva u aikidu. Morihei ga je usvojio 1932. godine, dao mu ime Morihiro Ueshiba (relativno česta praksa u Japanu gdje zakoni dozvoljavaju usvajajanje supružnika). Međutim, brak između Moriheijeve kćeri i Nakakure nije potrajao. Godine 1937. godine Nakakura se razveo i vratio se svojim aktivnostima u kendu. O-Sensei je morao naći drugog nasljednika. Od trenutka kada Kisshomaru počne intenzivno vježbati, postepeno se počinje smatrati budućim vođom aikido svijeta.
Tijekom tog razdoblja, 1939. i 1940., Koichi Tohei i Kisaburo Osawa došli su u Kobukan dojo. Obojica su vrlo brzo zauzeli administrativne i učiteljske položaje u dojou. Dana 30. travnja 1940. Kobukan dojo je preregistriran na nagovor Moriheijevih političkih pristaša. Postao je neprofitna zaklada, Zaidan Hojin Kobukai. Prvi predsjednik je bio utjecajni admiral Takeshita Isamu. Upravni odbor su činile važne ličnosti tadašnje političke i vojnog staleža. Kisshomaru u tom periodu studira na Šestom tokijskom prefekturnom fakultetu (sada srednja škola Shinjuku). Potom je započeo studirati na Sveučilište Waseda, ali je bio zadužen i za administrativne poslove dojoa. U dužnostima mu pomaže Minoru Hirai. Hirai je igrao vodeću ulogu u prepoznavanju O-Senseijeve vještine 1942. godine od Dai Nihon Butokukaija, državne organizacije koja regulira praksu borilačkih vještina. Ona je velikim dijelom odgovorna za polaganje naziva "aikido". Prema Hiraiju, ime "aikido" predložile su zapravo vlasti Butokukaija. Prema njima, ono bolje odražava ideju "puta" od one aiki-budo.
U tom peiodu O-Sensei se odlučuje povući u Iwama dojo, koji se nalazi u prefekturi Ibaraki. Prepušta Kisshomaru upravljanjem sjedištem u Tokyu. Potonji je tim činom postao de facto Kobukanski dojo-cho 1942. godine. 

### Čuvar dojoa
Kada mu je povjereno upravljenje dojom, Kisshomaru je imao 21 godinu. Iako je američko bombardiranje započelo 1944. godine, rat sa Sjedinjenim Državama najavljen je nekoliko mjeseci nakon napada na Pearl Harbor. Poruka O-Senseija je bila, da za dojo ako treba riskira svoj život. Bitno je bilo sačuvati aikido. 
Kako se rat intenzivirao, većina učenika je bila ratno angažirana, pa su aktivnosti u Kobukanu svedene na mininum. Kisshomaru, još uvijek kao student, ostaje na svom mjestu kako je i samom ocu obećao. Pred kraj rata morao je nekoliko puta gasiti požare u dojou, koji su bili uzrokovani američkim bombardiranjem. Dojo je rat preživio, kada je većina kuća u okrugu Wakamatsu-cho uništena. Krov na dojou je bio najviše oštećen. Tada se u Kobukan dojo useljavaju izbjeglice, tridesetak obitelji koje su izgubile svoje domove. Kisshomaru ih ne izbacuje, pa one tu nastavljaju živjeti. Posljednja izbjeglica je napustila dojo 1955. godine.
Kapitulacija Japana 15. kolovoza 1945. i pustoš koji je uslijedio duboko su pogodili Kisshomarua. Nastavio je studij najbolje što je mogao i u rujnu 1946. stekao diplomu ekonomskih i političkih znanosti na sveučilištu Waseda. Tada shvata svoju ulogu i što aikido može ponuditi Japanu i svijetu. Napušta Tokyo i seli se u Iwamu, u kojoj provodi tri godine. Iz tog mjesta upravlja administrativnim poslovima. Većinu vremena provodi vježbajući s ocem.
Zaklada Kobukan mijenja ime u Aikikai. Ministarstvo obrazovanja 9. veljače 1948. godine zakladi Zaidan Hojin Aikikai službeno odobrava mogućnost daljnjeg djelovanja i širenja aikida na području Japana. Kisshomaru tada zamjenjuje O-Senseija na mjestu glavnog administratora Hombu dojoa nove Aikikai zaklade. Sljedeće godine se odlučuje vratiti u Tokyo i ponovno započeti aktivnosti u Hombu dojou.
U tom su razdoblju veliki poslijeratni majstori započeli svoje vježbanje pod nadzorom Kisshomaru Ueshibe. Neki od njih su bili Sadateru Arikawa 1948., Hiroshi Tada 1950., Seigo Yamaguchi 1951., Shoji Noshio 1952., Nobuyoshi Tamura 1953. Zahvaljujući financijskoj podršci svoje tvrtke, Kisshomaru obnavlja krov Hombu dojoa. Godine 1955. napustio je firmu Osaku Shoji u kojoj je radio oko sedam godina. Htio je cjelodnevno raditi u dojou. Godine 1956. postaje direktor svjetskog sjedišta aikida. Iste godine je promaknut je u izvršnog ravnatelja.

### Širenja aikida
Kisshomaru Ueshiba ubrzo radi na osnivanju prvih podružnice Hombu dojoa. Prva je bila Kuwamori dojo, otvorena u siječnju 1955. u Sakuradai. Sam Kisshomaru otvorio je nekoliko podružnica unutar japanskih sveučilišta, što je 1961. godine kulminiralo osnivanjem Kanto aikido studentske federacije. Od 1955. O-Sensei počinje češće dolaziti u Tokyo, kako bi učenicima držao intenzivne treninge. Klubovi su do tada otvoreni u većini velikih uprava i korporacija Japana, uključujući Ministarstvo obrane.
Kisshomaru otvara vrata dojoa i ljudima koji nisu Japanci. Godine 1955. Hombu dojo je dočekao Andréa Nocqueta, svog prvog stranog uchi-deshija. Kisshomaru se žestoko bori s ocem kako bi ga uvjerio da prihvati strance. Morihei nije otvoreno neprijateljski raspoložen prema strancima, ali još uvijek ne ostvaruje bliskost. Drugi strani učenik je bio Amerikanac Terry Dobson, potom Kanađanin Henry Kono, te Irac Alan Ruddock.
Kisshomaru želi intenzivirati vještinu svoga oca. Da bi to učinio, mora je pokazati javnosti. Odlučuje organizirati javne demonstracije aikida. Zbog toga se mora svađati s ocem, jer je do tada samo on bio odgovoran za demonstriranje vještine. Demonstracije su se do tada održavale samo pred malim skupinama odabranih pojedinaca. Prva javna demonstracija desila se 1956. godine na krovu trgovačkog centra Takashimaya u Nihonbashiju. Druga važna demonstracija održana se na krovu Ministarstva obrane u Akasaki.
Prvi majstor koji je aikido demonstrirao u inozemstvu je Minoru Mochizuki, učenik Jigora Kana i Moriheija Ueshibe, koji je otputovao u Europu kako bi predavao džudo, ali koji je isto tako podučavao i demonstrirao druge vještine. Abe Tadashi je stigao u Francusku 1952. kako bi studirao na Sorbonne. Također je iskoristio priliku da podučava aikido. Kisshomaru ubrzo potiče vlastite učenike da idu u inozemstvo kako bi prošili i uspostavili aikido u tim zemljama, kao službeni predstavnici Hombu dojoa. Koichi Tohei je otišao na Havaje 1961. godine kao prvi shihan kojeg je Aikikai službeno poslao u inozemstvo. Slijede Hiroshi Tada, Yamaguchi Seigo, Masamichi Noro, Nobuyoshi Tamura, Yoshimitsu Yamada, Katsuaki Asai, Kazuo Chiba i mnogi drugi. Treba napomenuti da je većina učenika koje Kisshomaru Ueshiba vježbao u Tokiju službeno širila aikido u inozemstvu.
Tek se 1963. godine Kisshomaru odlučuje putovati po svijetu. Prvo službeno putovanje odvelo ga je na Havaje, zatim u Los Angeles i San Francisco, na put od oko tri mjeseca. Od tog datuma do kraja svog života redovito je svijetom putovao.
Međutim, Kobukan dojo postaje mali za veliki broj posjetioca. Godine 1967. pala je odluka za izgradnju nove zgrade dojoa. Stari drveni dojo je porušen. Na njegovom mjestu je podignut novi dojo i rezidencija obitelji Ueshiba. Novi Hombu dojo je u tom momentu bila trokatna betonska građevina (dogradnja se uslijedit kasnije). Otvorena je 2. siječnja 1968. godine. Pokrivala je površinu od preko 200 tatamija. Ova građevina i danas služi kao globalno središte aikida u svijetu. 

### Doshu
Nekoliko dana prije smrti, Morihei Ueshiba pozvao je svoje najvažnije učenike do svog kreveta i rekao im: "Držite sve zajedno i podržite Kisshomarua." O-Sensei je nakon toga osobno pitao Kisshomarua namjerava li nastaviti, a kad mu je ovaj potonji odgovorio potvrdno, Morihei se smirio. O-sensei je umro je 26. travnja 1969., a Kisshomaru ga je naslijedio kao doshu nakon prijema, održanog u hotelu Akasaka Prince u Tokiju, 8. svibnja 1970. godine.
U travnju 1970. Kisshomaru je postao član upravnog odbora Nippon Budokana, organizacije koja nadgleda gendai budo u Japanu. Međunarodna aikido federacija (IAF) osnovana je 1975. godine i Kisshomaru je postao njezin prvi predsjednik. Prvi međunarodni kongres održan je u Tokyu 1976. Godine 1984. broj aikidoka širom svijeta dostigao je milijun.
Jedna od najzvučnijih kontroverzi koja je pogodila Kisshomarua na dužnosti doshua je ostavka Koichija Toheija na mjestu tehničkog direktora Hombu dojoa. Pored nekih osobnih nesuglasica između njih dvojice, Kisshomaru je vjerovao da Tohei previše naglašava Ki u svom nastavnom planu i programu, kada i sam smatra da Ki ne bi trebao biti odvojen od Aikija. Suočen s Kisshomaruovim odbijanjem promjene nastavnog plana i programa, Tohei je 1974. godine napustio Aikikai.

## Reformatorski rad
Kisshomaru Ueshiba i njegovi učenici su u velikoj mjeri zaslužni za širenje aikida nakon Drugog svjetskog rata. Malo je prijeratnih O-Senseijevih učenika ostalo aktivno. Većina poslijeratnih učenika zapravo su učenici Kisshomarua, Toheija i Osawe, a ne Moriheija. 
Što se tiče forme, sve do 1942., čak i znatnije razdoblje nakon toga, otac i sin su strogo prakticirali istu vještinu. Međutim, Kisshomaru je kasnije favorizirao kružne tehnike. Jednom prilikom je rekao, da "krug" simbolizira bit aikido tehnike. Unatoč određenoj sposobnosti za aikido oružje, Kisshomaru je odlučio da ih ne podučava u Tokyu. To je bilo u skladu s voljom O-Senseija koji je preferirao da početnici vježbaju Tachi-wazu. Morihei je smatrao da dojo u Tokyu nije prikladno mjesto za podučavanje oružju.
Kisshomaruov cilj je bio, jasno širiti univerzalnu poruku koju je O-Sensei razvio nakon rata, na što je moguće više ljudi. Kritičarima koji se protive argumentu kvalitete nad kvantitetom, on odgovara da je pozitivni potencijal aikida takav da zahtijeva da se poruka širi u velikoj mjeri i da veliki broj ljudi imaju pristup njoj. Riješio je razvijati praksu, tako da ona ostane relevantna u sadašnjem vremenu. Zahvaljujući Kisshomaruovom izboru danas većina ljudi vježba aikido.
Kad se postavi pitanje Kisshomaruovog utjecaja na aikido curriculum, moramo shvatiti da O-Senseijeve tehnike nisu bile standardizirane. Većina njih nije imala ni ime. Glavni dio tehničkog curriculuma potječe iz daito-ryu aiki-jujutsu. Poznato je, da je Tokimune Takeda, sin Sokakua Takede morao učiniti mnogo na standardizaciji tehnika, da bi kasnije vještinu mogao podučavati vlastitim učenicima. Kisshomaru Ueshiba je to u aikidu također morao uraditi.
Kisshomaru je eliminirao većinu religioznih aspekta (šinto) aikida, posebno Kotodamu. Htio je aikidu dati univerzalnu dimenziju. O-Sensei je sam objasnio da nije potrebno mijenjati svoju religiju, da biste shvatili aikido. Kisshomaru je bio pragmatičan i racionalan majstor koji je i sam priznavao da ne mora nužno vjerovati u ono u što je vjerovao njegov otac. Kisshomaru nije krio svoje zanimanje za katoličku religiju. On i O-Sensei dobili su 30. listopada 1968. grofovsku titulu iz ruku nadbiskupa katoličke crkve u Brazilu za njihov rad u stvaranju i širenju poruke aikida. Kasnije, na putovanju u Rim 1994. godine, Kisshomaru je upoznao papu Ivana Pavla II.
Prema Okumura Shingenobuu, predratnom učeniku O-Senseija, Kisshomaruova tri glavna doprinosa aikidu su: organizacija, prijenos i teoretizacija. Shirata Rinjiro, također prijeratni učenik Moriheija Ueshibe je jednom prilikom rekao da je Kisshomaru "poboljšao (aikido) tehnike".

## Smrt
Kisshomaru Ueshibi se zdravlje pogoršavalo od 1979. godine, pa je većinu domaćih i međunarodnih obveza ostavio sinu Moriteru. U bolnicu je primljen u prosincu 1998., a umro je 4. siječnja 1999. u dobi od 77 godina zbog zatajenja disanja. Pogreb je održan 7. siječnja, nakon čega je održana javna služba u pogrebnom domu Aoyama 17. siječnja 1999. Iza sebe je ostavio 1,2 milijuna aikidoka.

## Priznanja
- Za doprinos javnom dobru kroz razvoj i rast aikida, od japanske vlade dobio Medalju s plavom vrpcom časti (1986)
- Za doprinos kulturnoj razmjeni između Francuske i Japana, dobio je Zlatnu medalju francuske vlade (1990)
- Počasni doktorat Politehničko sveučilišta u Valenciji (1992)
- Priznanje zaklade Nippon Budokan za doprinos razvoju i rastu borilačkih vještina (1994)
- Priznanje japanske vlade Orden Trećeg reda svete riznice (1995)
- Postumno priznanje japanske vlade Sudski čin petog razreda (1999)

## Djela
- Aikido (1985.)
- The Spirit of Aikido (1987.)
- Best Aikido: The Fundamentals (2002.)
- The Art of Aikido: Principles and Essential Techniques (2004.)
- A Life in Aikido: The Biography of Founder Morihei Ueshiba (2008.)

## Vanjske poveznice

### Sestrinski projekti
|  | Wikicitati imaju zbirke citata o temi Kisshomaru Ueshiba |

### Mrežna sjedišta
- Biografija Doshua Kisshomaru Ueshibe